# Against the Dark
Pour plus de détails, voir Fiche technique et Distribution.
Against the Dark ou Mission sanglante au Québec est un film d'horreur américano-roumain réalisé en 2009 par Richard Crudo (en).

## Synopsis
Dans un monde envahi par des vampires sanguinaires la nuit, un homme, Tao, aidé de son équipe va tout faire pour les éliminer et sauver les derniers survivants.

## Fiche technique
- Titre original : Against the Dark
- Titre québécois : Mission sanglante
- Réalisateur : Richard Crudo
- Musique : Philip White
- Décors : Serban Porupca
- Costume : Ana Maria Cucu
- Photo : William Trautvetter
- Montage : Tim Silano
- Producteur : Steven Seagal et Phillip B. Goldfine
- Format : 1,85:1
- Durée : 94 minutes
- Format : Couleur - 35 mm
- Pays :  États-Unis,  Roumanie
- Langue : Anglais
- Genre : Epouvante-horreur, thriller
- Date de sortie : 10 février 2009 aux États-Unis
- Déconseillé aux moins de 16 ans.

## Distribution
- Steven Seagal : Commandant Tao
- Linden Ashby : Cross
- Jenna Harrison : Dorothy
- Danny Midwinter : Morgan
- Emma Catherwood : Amelia
- Stephen Hagan : Ricky
- Daniel Percival (en) : Dylan
- Skye Bennett : Charlotte
- Tanoai Reed (en) : Tagart
- Keith David : Lieutenant Waters